# 30 Days of Night
30 Days of Night é uma minissérie de quadrinhos de horror redigida por Steve Niles, ilustrada por Ben Templesmith e publicada pela IDW desde 2002.
A história se passa em Barrow, Alasca, Estados Unidos, onde a cada inverno o sol não se levanta por aproximadamente 65 dias (entretanto, a cidade da minissérie tem poucas semelhanças com a cidade real, exceto pelo nome). A premissa da série é que os vampiros aproveitam-se do período sem luz solar para efetuar um ataque planejado à pequena vila, visto que esses seres são prejudicados pela luz do Sol.

## Enredo
- 30 Days of Night - Um grupo de vampiros reune-se em Barrow, Alaska onde o Sol se "esconde" por aproximadamente 30 dias, permitindo que se alimentem sem entrar em contato com a luz solar. Desta forma, o grupo de vampiros efetua um ataque planejado à pequena e isolada cidade, alimentando-se à vontade e mantendo suas identidades escondidas. O frio intenso, deixa os sentidos dos vampiros enfraquecidos e alguns dos moradores da cidade podem se esconder. Um dos moradores que conseguiram sobreviver é o xerife Eben Olemaun, que protege a cidade injetando sangue de um vampiro em suas veias. Com sua força realçada, Eban consegue lutar com Vicente (o líder do grupo de vampiros), preservando as vidas dos poucos habitantes sobreviventes, entre eles, sua esposa Stella. Sofrendo da mesma fraqueza de todos os vampiros, Eben morre carbonizado quando o sol volta a "nascer".
- Dark Days - é a continuação de 30 Days of Night. Iniciada em junho de 2003, esta série narra as façanhas de Stella Olemaun após ter sobrevivido ao ataque de Barrow, na série original.

## Personagens

### Humanos
- Eben Oleson
- Stella Oleson
- Jason Clifton
- Agent Andy Gray

### Vampiros
Há muito tempo atrás, os vampiros tinham uma língua própria e eram governados pelo "Conselho dos Antigos" conduzido por Vicente. Quando o Conselho decide mostrar para a humanidade que os vampiros são reais, os humanos, amedontrados com a descoberta, revoltam-se contra os vampiros e começam a persegui-los. Após mil anos, os poucos vampiros sobreviventes são conduzidos por Vicente.
- Vicente (líder)
- Marlow
- Agent Norris
- Santana
- Dane
- Billy
- Lilith

## Edições
30 Days of Night foi originalmente publicado como uma série limitada em quadrinhos de 22 páginas da IDW Publishing.
- 30 Days of Night (ISBN 0-9719775-5-0)[1]
  - 30 Days of Night (ISBN 1-4352-3506-1)
  - The Complete 30 Days of Night (ISBN 1-932382-17-8)
- Dark Days (ISBN 1-932382-16-X)[2]
  - The Complete Dark Days (ISBN 1-932382-61-5)
- 30 Days of Night: Return to Barrow (ISBN 1-932382-36-4)[3]
  - 30 Days of Night: Return to Barrow (ISBN 1-4352-3614-9)
- 30 Days of Night: Bloodsucker Tales (ISBN 1-932382-78-X)[4]
  - 30 Days of Night: Bloodsucker Tales (ISBN 1-933239-11-5)
- 30 Days of Night: Three Tales (ISBN 1-933239-92-1)[5]
  - 30 Days of Night Annual #2: "The Journal of John Ikos"
  - 30 Days of Night: Dead Space
  - "30 Days of Night: Picking Up the Pieces"
- 30 Days of Night: Spreading the Disease (ISBN 1-60010-085-6)[6]
- 30 Days of Night: Eben and Stella (ISBN 1-60010-107-0)[7]
- 30 Days of Night: Red Snow (ISBN 1-60010-149-6)[8]
- 30 Days of Night: Beyond Barrow (ISBN 1-60010-155-0)[9]
- 30 Days of Night: 30 Days 'Til Death (ISBN 1-60010-441-X)[10]

## Adaptações para o cinema
A adaptação para o cinema de 30 Days of Night foi produzida pela Columbia Pictures e pela Ghost House Pictures. O roteiro passou por várias versões e redatores, entre eles Steve Niles e Stuart Beattie. O filme foi dirigido por David Slade e protagonizado por atores de Hollywood, como Josh Hartnett e Melissa George. Foi lançado em 19 de outubro de 2007 e foi filmado no Henderson Vale Studios, em Auckland, Nova Zelândia.
Uma sequência do filme cujos redatores foram Steve Niles (o criador da série) e Ben Ketai foi lançada direto para DVD em 2010 como parte da San Diego Comic-Con.